# Bält
Bält eller bälten, även kallat Bälthavet, på danska Bælterne, är de danska sunden mellan Kattegatt och Östersjön. Sunden är Stora Bält, Lilla Bält, Fehmarn Bält, Langelands Bält och Samsö Bält.
Plinius den äldre omtalar Baltia en ö i Östersjön, och på 1000-talet användes Bält som ett annat namn för Östersjön. Fram i modern tid har det även använts som ett sammanfattande namn på dessa sund vilket ofta även innefattat Kattegatt.